# Флаг Ужура
Флаг муниципального образования город Ужу́р Ужурского района Красноярского края Российской Федерации — опознавательно-правовой знак, служащий официальным символом муниципального образования.
Флаг утверждён 19 апреля 2010 года решением Ужурского городского Совета депутатов № 2-10р и 10 июня 2010 года внесён в Государственный геральдический регистр Российской Федерации с присвоением регистрационного номера 6247.
Флаг города Ужура отражает исторические, культурные, социально-экономические, национальные и иные местные традиции.

## Описание
«Прямоугольное красное полотнище с отношением ширины к длине 2:3, воспроизводящее фигуры из герба города: стоящий на белом крылатом колесе жёлтый колос».

## Обоснование символики
Возникновение Ужура относится к 1760 году. В начале XX века здесь происходили жестокие бои между местными партизанами и карателями Колчака. В годы Великой Отечественной войны 1941—45 годов более 12 тысяч ужурцев ушли на фронт. В годы войны они показали чудеса храбрости, многие ужурцы были награждены боевыми наградами, а 5 из них стали Героями Советского Союза. Статусом города Ужур обязан строительству в начале 30-х годов прошлого столетия железной дороги Ачинск—Абакан. Строительство крупного железнодорожного узла повлекло за собой строительство жилья и объектов соцкультбыта.
Колесо с крыльями — знак железнодорожного транспорта — символизирует Ужур как крупный транспортный узел. Колесо — символ движения, а как круг оно является символом солнца, где спицы колеса ассоциируются с лучами солнца.
Колос — символ того, что Ужур является центром крупного агропромышленного комплекса Красноярского края. Колос — символ плодородия, возрождения, экономического процветания.
Красный цвет — символ мужества, труда, жизнеутверждающей силы, красоты и праздника.
Жёлтый цвет (золото) — символ высшей ценности, величия, богатства, урожая.
Белый цвет (серебро) — символ чистоты, открытости, божественной мудрости, примирения.